# Manius Otacilius Catulus
Manius Otacilius Catulus war ein im 1. Jahrhundert n. Chr. lebender römischer Politiker. In einem Militärdiplom wird sein Name als Manius Otacilius Catullus angegeben.
Durch Militärdiplome, die auf den 7. November 88 datiert sind, ist belegt, dass Catulus 88 zusammen mit Sextus Iulius Sparsus Suffektkonsul war; die beiden übten dieses Amt im letzten Nundinium des Jahres aus.